# Frederick Stuart Church
 (juillet 2025).
Si vous disposez d'ouvrages ou d'articles de référence ou si vous connaissez des sites web de qualité traitant du thème abordé ici, merci de compléter l'article en donnant les références utiles à sa vérifiabilité et en les liant à la section « Notes et références ».
Frederick Stuart Church (1842-1924) était un artiste américain, travaillant principalement comme illustrateur, et particulièrement connu pour ses représentations (souvent allégoriques) d’animaux.

## Biographie
Il naît à Grand Rapids dans le Michigan. Son père y est une personnalité politique importante, ainsi qu’un homme de loi connu. À 13 ans, ses parents l’envoient travailler à Chicago dans l’entreprise American Express nouvellement fondée (1841), où il restera quatre années. Âgé de 19 ans au déclenchement de la guerre de Sécession, il sert dans l’Armée de l’Union. À son retour à Chicago, il décide de consacrer sa vie à l’art, et étudie le dessin dans l’atelier de Walter Shirlaw, à l’École de l'Art Institute of Chicago.
En 1870, il part étudier à New York, où il passe le reste de sa vie. Il entre à l'Académie américaine de design, où il est formé par Lemuel Wilmarth (en). Il rejoint la Art Students League, dirigée par son ancien maître Walter Shirlaw. Il se rend souvent au cirque Barnum and Bailey (futur Ringling Bros. and Barnum & Bailey Circus) ainsi qu’au zoo de Central Park, pour étudier et faire des croquis d’animaux.
À l’inverse d’une majorité d’Américains de son époque se sentant dépourvus racines culturelles, et bien que pensant qu’un artiste ait à être formé, Church ne ressent pas le besoin d’aller étudier l’art en Europe ; il ne traversera l’Atlantique que bien plus tard dans sa vie. Il s’estimait confiant en l’existence d’un art original américain, déclarant que l’« ancien art [avait] peu à apprendre aux Américains ».
Au milieu des années 1870, il se fait un nom en tant qu’illustrateur. Parmi les nombreux magazines et périodiques ayant publié de ses travaux, on trouve plusieurs publications de Harper (Harper's Bazaar, Harper's Weekly et Harper's Young People), ainsi que le Frank Leslie's Weekly, le Century Magazine et le Ladies' Home Journal.
Il travaille également pour plusieurs entreprises, illustrant par exemple l’almanach de la Elgin Watch Company et produisant en 1881 les cartes de vœux pour Louis Prang & Company. Sa carrière est poussée par de nombreux admirateurs, parmi lesquels William T. Evans, John Gellatly, le banquier Grant B. Schley, et le fabricant de locomotives Charles Lang Freer (en) — fondateur de la Freer Gallery of Art à Washington.
Church devient réputé pour ses représentations animalières, qu’elles soient réalistes ou dans des compositions anthropomorphes allégoriques.

## Œuvres

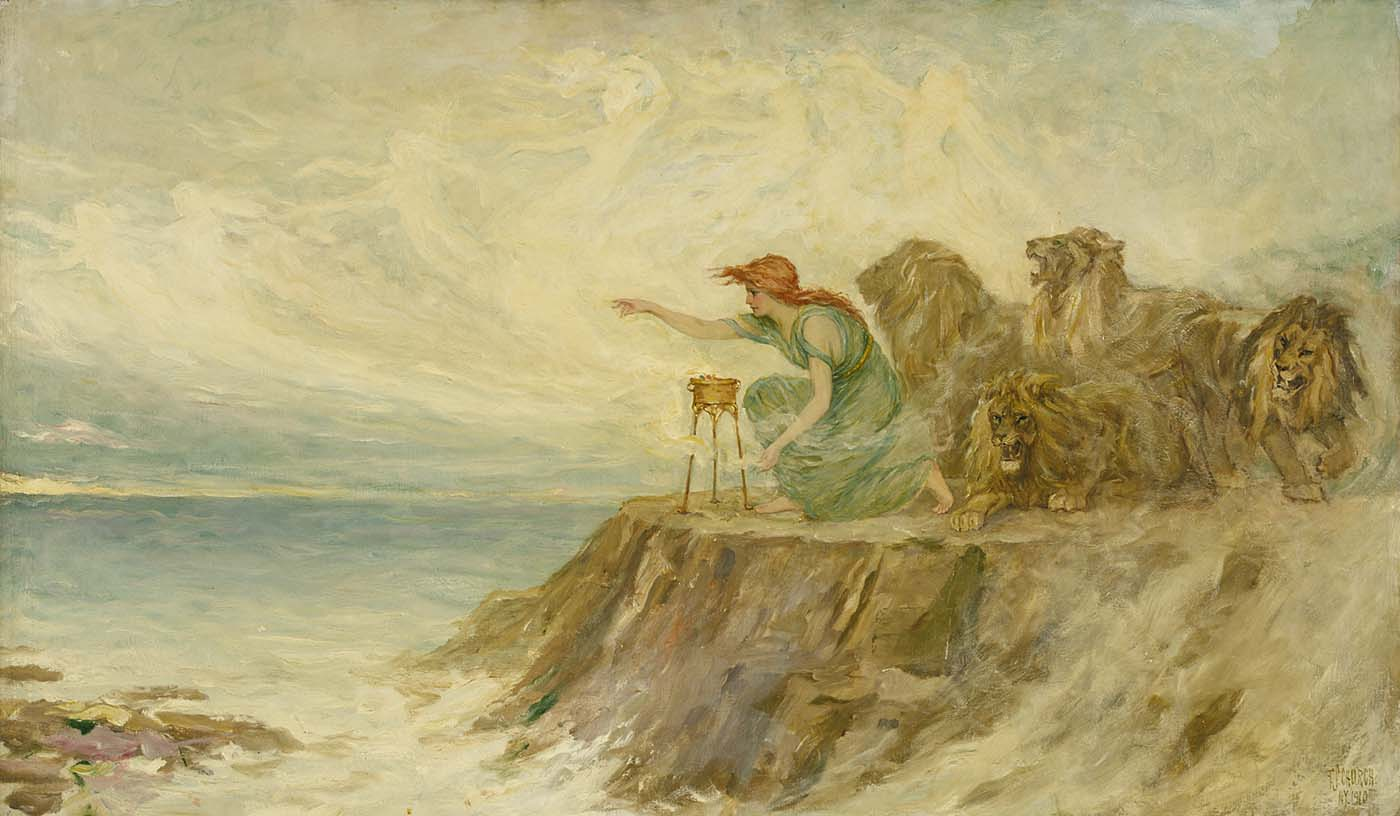
Circé (1910).

Son travail le plus réputé est une illustration des Fables d'Ésope, comprenant une représentation des protagonistes humains et animaux de chaque fable, ainsi qu’une couverture pour l’ensemble.
Une part importante des travaux de Church est conservée dans la collection permanente de la Fulton Decorative Arts Gallery, au Washington County Museum of Fine Arts à Hagerstown dans le Maryland. Certains autres éléments sont présentés au Dale and Rosie Horst de Newton au Kansas, qui les a prêté à la Fulton Gallery en 2003 pour une exposition majeure présentant un maximum de travaux originaux de Church et de publications dans lesquelles il fut publié. Le Resource Library Magazine consacré à l’exposition met en valeur les éléments suivants :
- Opening of the Season at the North Pole, paru dans le Harper's Weekly en décembre 1875, représentant un ours polaire faisant du patin à glace ;
- Flapjacks, paru dans le Harper's Weekly en décembre 1892 ;
- A New Year's Greeting, paru dans le Harper's Young People du 1er janvier 1889, représentant une cigogne transportant un bébé dans un panier ;
- Christmas Fun, paru dans le Harper's Weekly du 16 décembre 1893, représentant une jeune femme aidée par un ours pour chausser ses patins à glace ;
- Santa's Cake Walk, paru dans le Harper's Bazaar du 17 décembre 1898, représentant le père Noël dans son traîneau tiré par des ours polaires ;
- Christmas Morning: One Hundred Fathoms Deep, paru dans le Harper's Young People du 11 décembre 1888 ;
- Cold Sauce with the Christmas Pudding, une peinture de 1894 réalisée pour le Century Magazine, dont l’original a été offert à la Fulton Gallery ;
- The Snow Witch's Daughter, paru dans le Harper's Bazaar du 23 décembre 1882.

## Sources et références
1. ↑  Internet Speculative Fiction Database
2. ↑  Resource Library Magazine, « Frederick Stuart Church: Holiday Illustrations from the Horst Collection », [lire en ligne].